# Rinascimento inglese
La straordinaria ripresa dell'arte, della letteratura e della filosofia degli antichi che è cominciata in Italia già nel XIV secolo e che è conosciuta come Umanesimo, raggiunse l'Inghilterra solo alla fine del XV secolo. 

## Storia
Una delle ragioni dell'arrivo ritardato del Rinascimento sull'Isola fu il lungo periodo di guerre (la Guerra dei cent'anni, 1338-1453, e la Guerra delle due rose, 1454-1485), che distrasse gli interessi umani e causò una fase di stasi nell'arte creativa. Solo quando venne stabilita la pace con l'ascesa al trono della dinastia Tudor, in Inghilterra si sentì l'influenza degli umanisti italiani.

## Descrizione
Gli studiosi inglesi si recarono in Italia per frequentare le università di Padova, Firenze e Bologna, e lungo la strada del ritorno a casa diffusero la nuova conoscenza che avevano assorbito. Introdussero lo studio del greco (a Oxford nel 1490) e furono fondate delle scuole classiche (la St. Paul School nel 1509).
Ma l'effetto dell'Umanesimo sulla letteratura in lingua volgare fu estremamente lenta in Inghilterra. L'Inglese non si era ancora affermato come linguaggio in prosa. Una delle più importanti opere del Rinascimento inglese, L'Utopia di Thomas More (1516) fu scritta in latino e, seppure appartenga solo indirettamente alla letteratura Inglese (fu tradotta in inglese nel 1551), ebbe un ruolo nello sviluppo spirituale dell'Inghilterra ed esercitò una profonda influenza negli scrittori successivi.
Nello stesso periodo, Erasmo da Rotterdam si stabilì direttamente sull'Isola, insegnando teologia all'università di Cambridge.

## Influenze concorrenti
Oltre agli insegnamenti dei classici, il rinascimento inglese fu il risultato di altri elementi:
- L'influenza del rinascimento italiano, che aveva già raggiunto il suo massimo splendore e che era stato diffuso in Inghilterra attraverso innumerevoli traduzioni (che, rese popolari grazie alla diffusione della stampa, svilupparono e rifinirono il gusto per la letteratura in generale, allargando il vocabolario inglese), migliorò e rese raffinato l'inglese, che divenne una delle più grandi e ricche lingue del mondo (occorre tenere presente che la forma in versi più popolare del Rinascimento inglese, il sonetto, fu introdotto nella letteratura inglese attraverso varie traduzioni e testi adattati di Francesco Petrarca);
- La Riforma protestante, che portò nuovi valori culturali e spirituali; essa rinforzò il crescente senso di nazionalismo, e tramite la traduzione della Bibbia e della liturgia in inglese, diede nuovo prestigio alla lingua inglese, contribuendo così alla crescita di un nuovo senso di identità culturale e nazionale;
- Il progresso scientifico (la scoperta di Copernico secondo la quale è la Terra a muoversi attorno al Sole insieme agli altri pianeti);
- Il fervore patriottico, accresciuto dalla vittoria contro la Spagna (la sconfitta dell'Invincibile Armada nel 1588);
- La prosperità generale del Paese.

Non c'è quindi da stupirsi che la splendida fioritura delle arti e delle lettere che caratterizzò il Rinascimento inglese fu segnato dall'esuberanza, dall'ottimismo, dalla stima di sé e dall'entusiasmo verso la vita.
Il prodotto letterario della cosiddetta età elisabettiana (dall'ascesa al trono della Regina del 1558 alla fine del regno di Carlo I nel 1642) fu eccellente quanto a poesia e prosa, ma il più grande successo letterario del periodo fu il teatro elisabettiano che si sviluppò dalle Mistery plays e dalle Moralities.